# 玻利维亚国旗
玻利维亚国旗是代表南美洲内陆国家多民族玻利维亚国政府的旗帜。此面旗帜正式制定于1888年。由红黄绿三色横条组成。政府旗与军旗在黄条的正中央还镶有着玻利维亚国徽。旗面上的红色象征着人民作战时的英勇气概；黄色象征着玻利维亚境内丰富的矿产资源；绿色象征着玻利维亚的经济重点---农业。
虽然玻利维亚是一个内陆国，但还是保留着在因1879年至1883年硝石战争丧失其唯一滨海省份前的舰旗。此面舰旗主要被用在玻利维亚境内河湖中的船只上。

民用旗 比例: 15:22
軍旗 比例: 15:22
軍艦旗 比例: 2:3
政府旗 比例：15:22

## 歷代國旗

玻利维亚共和国 1825年-1836年
秘鲁-玻利维亚邦联 1836年-1839年
玻利维亚共和国 1839年-1851年

### 上下级旗

下級旗 1825年-1826年
上級旗 1825年-1826年
下級旗 1826年-1851年
上級旗 1826年-1851年

## 其他
此外，玻利維亞憲法第六條第二部分把科利亞蘇尤印加旗幟與「三色旗」一起列為國旗。